# 郡山市歌
「郡山市歌」（こおりやましか）は、福島県郡山市が制定した市歌である。現在では、より新しい1954年制定の「郡山市民の歌」（後述）の方が広く用いられる。

## 郡山市歌
制定されてから長い年月の間に楽譜が失われ、長年その正確な内容が不明となっていたが、1995年頃、当時の鈴木武司郡山市議会議員が音を頼りに楽譜を書き起こす「採譜」により楽譜を復元し、その後、明治学院大学図書館附属日本近代音楽館に収蔵されていた楽譜が発見された。現在は郡山市のウェブサイトにて楽譜や歌詞が閲覧できる。

## 郡山市民の歌
郡山市の市政施行30周年を記念して1954年に制定された。歌詞は一般公募で内海久二の作品が選ばれ、作曲は同県出身の作曲家である古関裕而に依頼して制作された。歌詞や音声ファイルが郡山市のウェブサイトからダウンロード可能である他、同市文化振興課でCDも販売されている。
市内で正午に流れる防災無線のメロディなど、幅広く利用されている。